# Sulejmanova mešita (Travnik)
Sulejmanova mešita (bosensky Sulejmanija džamija, Šarena džamija) se nachází v Travniku v Bosně a Hercegovině, v centru města. Kromě názvu Sulejmanova mešita je také známá i jako mešita malovaná (bosensky Šarena džamija), kvůli nápadným barevným zdem. Stavba je evidována jako kulturní památka.

## Popis stavby
Mešita má obdélníkový základ o rozměrech 22 x 16 metrů. Tloušťka zdí se pohybuje okolo 80 až 100 cm. V přízemí se nacházel bezistan (tržiště). Díky tomu mešita sloužila nejen pro duchovní, ale i světské účely jako jedna z mála v zemi. Na rozdíl od ostatních mešit je z vnější strany neobvykle bohatě zdobená vegetabilními motivy, neobvyklé je též i umístění minaretu na levé místo na pravé straně.

## Historie
Je to jedna z nejstarších staveb ve městě. Zbudována byla v závěru v 16. století původně ze dřeva, její výstavbu inicioval janičář Gazi-aga. Její součástí měl být harém, který však během různých výzkumů nikdy nebyl dohledán. Staré město se rozvíjelo postupně okolo ní. Stavba postupem času chátrala, a tak v roce 1757 nařídil Ćamil-paša její přestavbu. Ta byla realizována, dobudován byl bezistan (tržnice) a přebudováno veřejné prostranství okolo mešity. V roce 1815 vyhořela a byla od základů znova vybudována. Obnovu financoval a řídil Sulejman-paša Skopljak. 
Budova vyhořela opět při požáru v roce 1903, přežila však bez vážnějších škod druhou světovou válku (v roce 1945 se zřítil západní roh objektu a byl obnoven) i pozdější války při rozpadu Jugoslávie. 
V 80. letech 20. století byla rekonstruována. O další obnově památky bylo rozhodnuto v druhé dekádě 21. století, stavební práce probíhaly v roce 2019. Financování obnovy zajistila islámská nadace (vakuf) z Turecka.

Dnes se jedná o významnou travnickou památku navštěvovanou turisty.